# Ibrahima Cissé
Pour les articles homonymes, voir Cissé.
Ibrahima Cissé, né le 28 février 1994 à Conakry, est un footballeur international guinéen. Il joue au poste de milieu défensif ou de milieu relayeur au FK Oural.

## Biographie
Ibrahima Cissé fait ses débuts professionnels lors de la 1re journée de la saison 2012-2013 en étant titularisé par Ron Jans face au SV Zulte-Waregem (défaite 0 - 1).
Le 25 mars 2013, il est exclu du groupe espoirs des diablotins avec son coéquipier du Standard de Liège, Michy Batshuayi, pour raison disciplinaire. Ils ont été suspendus pour 4 mois et n'ont pu participer au Tournoi de Toulon 2013.
Sa carrière européenne débute, elle, la saison suivante, le 18 juillet 2013 lors du match aller du 2e tour de qualification de la Ligue Europa en déplacement au KR Reykjavik (victoire 1 - 3).
La FIFA l'autorise à changer de nationalité sportive en 2018.
Le 19 octobre 2020, le RFC Seraing annonce que Cissé rejoint le club de Division 1B. Le joueur y signe un contrat de 2 ans,.
En janvier 2022, il est retenu par le sélectionneur Kaba Diawara afin de participer à la Coupe d'Afrique des nations 2021 organisée au Cameroun.